# 유로빌린
유로빌린(영어: urobilin)은 주로 소변의 노란색을 띠게 만드는 화학 물질이다. 유로빌린은 선형 테트라피롤 화합물로서 관련 화합물인 유로빌리노젠과 함께 고리형 테트라피롤인 헴의 분해 산물이다.

## 물질대사
유로빌린은 헴의 분해 과정에서 생성되는데, 빌리베르딘, 빌리루빈과 같은 대사 중간생성물들을 거쳐서 생성된다. 빌리루빈은 쓸개즙으로 배설되며, 대장에 존재하는 미생물에 의해 유로빌리노젠으로 더 분해된다. 이들 중 일부는 대장에 남아 있으며, 유로빌리노젠의 스테르코빌린으로의 전환은 대변이 갈색을 띠도록 한다. 유로빌리노젠의 일부는 혈액으로 재흡수되어, 콩팥으로 이동하여 유로빌린으로 산화되고, 결국 콩팥에 의해 배설되어 소변이 노란색을 띠도록 한다.

## 중요성
많은 소변 검사들은 소변에서 유로빌린의 양을 측정하는데, 유로빌린의 수치는 요로 기능의 효율성에 대한 지표로 사용될 수 있다. 정상적인 소변은 연한 노란색이나 무색으로 나타난다. 예를 들어, 수면 또는 탈수 후에 수분 섭취가 부족하면 소변의 수분 함량이 줄어들어서 유로빌린의 농도가 진해지고 더 진한 색의 소변이 생성된다. 황달은 쓸개즙을 통한 빌리루빈의 배출을 감소시켜서 혈액으로부터 소변으로 직접적으로 배설되어 어두운 색의 소변을 생성하지만, 역설적으로 유로빌린의 농도가 낮거나 유로빌리노젠이 존재하지 않으면 대개 그에 상응하는 옅은 색의 대변을 생성한다. 또한 어두운 색의 소변은 섭취된 다양한 식이 성분이나 약물, 포르피린증 환자의 포르피린 및 알캅톤뇨증 환자의 호모젠티스산과 같은 다른 화학 물질들로 인해 생성될 수도 있다.

## 같이 보기
- 담즙색소
- 빌리루빈
- 빌리베르딘
- 헴
- 스테르코빌린